# In a Landscape
In a Landscape — девятый студийный альбом британского музыканта Макса Рихтера. Он был выпущен 6 сентября 2024 года на Decca Records. В альбоме Рихтер вернулся к темам, которые он ранее исследовал в альбоме 2004 года The Blue Notebooks. Альбом был записан в студии Рихтера Мара в Оксфордшире. Альбому предшествовал один сингл, «Movement, Before All Flowers». После выхода альбома Рихтер собирается отправиться в своё первое мировое турне.

## Релиз
Альбом In a Landscape был анонсирован 29 мая 2024 года, а дата его выхода назначена на 6 сентября компанией Decca Records.
Вместе с анонсом Рихтер также выпустил лид-сингл «Movement, Before All Flowers», который Робин Мюррей из Clash назвал «прекрасным вступлением, воплощающим уникальное чувство контроля. Каждая нота целенаправленна, отмечена той звуковой живописью, которую Макс Рихтер уже давно сделал своей собственной».

## Запись
In a Landscape это первый сольный альбом Рихтера, записанный в Studio Richter Mahr, студии в Оксфордшире, которую он построил вместе со своей женой, Юлией Махр (Yulia Mahr).

## Отзывы
| Совокупная оценка | Совокупная оценка |
| Источник          | Оценка            |
| ----------------- | ----------------- |
| AnyDecentMusic?   | 7.2/10            |
| Metacritic        | 75/100            |
| Оценки критиков   |                   |
| Источник          | Оценка            |
| Clash             | 8/10              |
| The Irish Times   | [ 9 ]             |
| Pitchfork         | 7.3/10            |
| Spectrum Culture  | 84%               |
| Spin              | B-                |

Альбом получил положительные отзывы критиков. На сайте Metacritic, который присваивает средневзвешенную оценку из 100 баллов рецензиям мейнстримных изданий, этот релиз получил средний балл 75, основанный на 4 рецензиях, что свидетельствует о «в целом благоприятных отзывах».

## Концертные исполнения
Вместе с альбомом Рихтер также объявил о своём первом в истории мировом турне с сентября 2024 по май 2025 года по Европе, Австралии и США, которое начнётся с выступления на фестивале La Bâtie-Festival de Genève в Женеве 7 сентября. Австралийский и американский этапы тура будут проходить в сопровождении Американского ансамбля современной музыки.

## Список композиций
Слова и музыка всех песен — Max Richter.
| №   | Название                              | Длительность |
| --- | ------------------------------------- | ------------ |
| 1.  | «They Will Shade Us with Their Wings» | 8:33         |
| 2.  | «Life Study I»                        | 0:46         |
| 3.  | «A Colour Field (Holocene)»           | 2:25         |
| 4.  | «Life Study II»                       | 1:24         |
| 5.  | «And Some Will Fall»                  | 8:04         |
| 6.  | «Life Study III»                      | 1:04         |
| 7.  | «The Poetry of Earth (Geophony)»      | 3:58         |
| 8.  | «Life Study IV»                       | 0:31         |
| 9.  | «Only Silent Words»                   | 2:16         |
| 10. | «Life Study V»                        | 0:30         |
| 11. | «Late and Soon»                       | 7:10         |
| 12. | «Life Study VI»                       | 0:41         |
| 13. | «Andante»                             | 2:33         |
| 14. | «Life Study VII»                      | 1:01         |
| 15. | «A Time Mirror (Biophony)»            | 3:58         |
| 16. | «Life Study VIII»                     | 0:42         |
| 17. | «Love Song (After JE)»                | 5:39         |
| 18. | «Life Study IX»                       | 0:52         |
| 19. | «Movement, Before All Flowers»        | 4:17         |

| №                   | Название                                | Длительность |
| ------------------- | --------------------------------------- | ------------ |
| 1.                  | «And Some Will Fall» (edit)             | 4:11         |
| 2.                  | «The Poetry of Earth (Geophony)» (edit) | 3:39         |
| 3.                  | «Late and Soon» (edit)                  | 3:19         |
| 4.                  | «Love Song (After JE)» (edit)           | 4:41         |
| 5.                  | «Movement, Before All Flowers» (edit)   | 3:39         |
| Общая длительность: | Общая длительность:                     | 75:53        |

## Чарты
| Чарт (2024)                       | Высшая позиция |
| --------------------------------- | -------------- |
| Бельгия/Фландрия (Ultratop)       | 28             |
| Франция (SNEP)                    | 175            |
| Германия (Offizielle Top 100)     | 63             |
| Шотландия (Scottish Albums Chart) | 12             |
| Швейцария (Schweizer Hitparade)   | 30             |
| Великобритания (UK Albums Chart)  | 67             |